# John Frederick Bailey
John Frederick Bailey (5 agosto 1866 – 19 maggio 1938) è stato un botanico australiano.

## Biografia
John Frederick Bailey diventò direttore degli orti botanici di Brisbane nel 1905. Seguì il padre Frederick Manson Bailey nel lavorare come botanico nello Stato del Queensland per 18 mesi. Successivamente fu direttore degli orti botanici di Adelaide dal 1917 al 1932.

## Membro
- Royal Society of Queensland, segretario nel 1893-1905, presidente nel 1909
- Horticultural Society

## Pubblicazioni
- 1896: Report on the timber trees of Herberton District, North Quensland. 15 pagine.
- 1906: A Selection of Flowering Climbers. 15 pages.
- 1910: Introduction of economic plants into Queensland. 102 pagine.
- Adelaide Botanic Garden, Centenary Volume 1855-1955 (Adel, 1955)
- Votes and Proceedings (Assemblea legislativa del Queensland), 1906, 2, 146, (Australia del sud), 1918, 3 (89)
- R. H. Pulleine, 'The botanical colonisation of the Adelaide plains', Proceedings of the Royal Geographical Society of Australasia (Filiale dell'Australia meridionale), 35 (1935)
- C. T. White, 'The Bailey family and its place in the botanical history of Australia', JRHSQ, 3 (1936–47)
- Observer (Adelaide), 30 June 1923, 18 Apr 1925
- Australian botanists biographical files (Australian Academy of Science Library).